# تحلیل وابستگی
تحلیل وابستگی یک تحلیل داده و تکنیک داده کاوی است که روابط مشترک را در میان فعالیت‌های انجام شده (یا ثبت شده) توسط افراد یا گروه‌های خاص نشان می‌دهد. دبه طور کلی، این می‌تواند به هر فرایندی اعمال شود که عوامل را می‌توان به‌طور منحصر به فرد شناسایی کرد و اطلاعات مربوط به فعالیت‌های آنها قابل ثبت است. تجزیه و تحلیل وابستگی در خرده فروشی، برای تحلیل سبد بازار، که در آن خرده فروش به دنبال درک رفتار خرید از مشتریان است، مورد استفاده قرار می‌گیرد. سپس این اطلاعات می‌تواند به منظور فروش متقابل و فروش بالا، علاوه بر تأثیر بر تبلیغات فروش، طراحی فروشگاه، و برنامه‌های تخفیف مورد استفاده قرار گیرد.

## نمونه‌ها
ممکن است تجزیه و تحلیل سبد بازار به یک خرده فروش بگوید که مشتریان اغلب شامپو و نرم‌کننده را با هم می‌خرند، بنابراین قرار دادن هر دو مورد و تبلیغ همزمان آن افزایش قابل توجهی در درآمد ایجاد نخواهد کرد در حالی که ارتقاء فروش فقط یکی از آنها احتمال فروش دیگری را به شدت بالا می‌برد.
تحلیل سبد بازار می‌تواند به خرده فروش اطلاعات برای درک رفتار خرید یک خریدار ارائه دهد. این اطلاعات خرده فروش را قادر می‌سازد تا نیازهای خریدار را درک کند و طرح فروشگاه را بازنویسی کند، برنامه‌های تبلیغی متفاوتی را ایجاد کند یا حتی خریداران جدید را جذب کند (مانند مفهوم فروش متقابل). یک مثال گویا برای این مسئله زمانی بود که یک سوپر مارکت یک زنجیره فوق‌العاده در تحلیل بازار خود کشف کرد که مشتریان مردانه که پوشک را خریداری کردند، اغلب آبجو نیز را خریداری می‌کردند. وی پوشک را نزدیک به قفسه آبجو قرار داد بنابراین فروش آنها به طرز چشمگیری افزایش یافت. اگر چه این مثال یک افسانه است که تنها اساتید برای توضیح مفهوم به دانشجویان از آن استفاده می‌کنند ولی توضیح این پدیده خیالی ممکن است این باشد که پدرانی که برای پوشک خرید ارسال می‌شوند، اغلب یک آبجو نیز به عنوان پاداش خریداری می‌کنند. این نوع تحلیل، ظاهراً نمونه ای از استفاده از داده کاوی است. یک مثال بسیار گسترده از فروش متقابل در وب با تحلیل سبد بازار سایت Amazon.com است که توصیه می‌کرد که اغلب مشتری‌های کتاب الف کتاب ب را نیز خوانده‌اند. مثلاً «کسانی که کتاب تاریخچه کشور پرتغال را خوانده‌اند اغلب به کتب نیروی دریایی نیز علاقه داشته‌اند.»
تحلیل سبد بازار می‌تواند برای تقسیم مشتری به گروه‌ها استفاده شود. یک شرکت می‌تواند به اقلامی که همراه با تخم مرغ خریداری می‌شود نگاه کند و مثلاً آن‌ها را به عنوان گروه پخت کیک (در صورت خرید تخم مرغ همراه با آرد و شکر) دسته‌بندی کند یا تخم مرغ را (در صورت خرید تخم مرغ همراه با پنیر و پنیر) در دسته املت طبقه‌بندی کنند. این شناسایی پس از آن می‌تواند برای شروع برنامه‌های دیگر استفاده شود. به‌طور مشابه می‌توان از آن برای تقسیم محصولات به گروه‌های طبیعی استفاده کرد. یک شرکت می‌تواند به آنچه که محصولات اغلب با هم به فروش می‌رسند، نگاه کند و مدیریت دسته‌بندی خود را در اطراف این مشتریان هماهنگ کند.

## استفاده تجاری
استفاده تجاری از تجزیه و تحلیل بازار سبد از زمان معرفی نقطه فروش الکترونیکی به‌طور قابل توجهی افزایش یافته‌است. آمازون از تجزیه و تحلیل وابستگی برای فروش متقابل استفاده می‌کند زمانی که محصولات را به مردم توصیه می‌کند بر اساس تاریخچه خرید و تاریخ خرید افراد دیگری که همان اقلام را خریداری کرده‌اند. دلار آمریکا قصد دارد از تجزیه و تحلیل سبد بازار استفاده کند تا بتواند رشد فروش را در حالی که به سمت خرید کالاهای مصرفی با کمترین حاشیه حرکت کند، ادامه دهد.

## برای مطالعهٔ بیشتر
- J. Han et al. , 2006, Data Mining: Concepts and Techniques شابک ‎۹۷۸−۱−۵۵۸۶۰−۹۰۱−۳978-1-55860-901-3
- V. Kumar et al. 2005 Introduction to Data Mining شابک ‎۹۷۸−۰−۳۲۱−۳۲۱۳۶−۷978-0-321-32136-7
- U. Fayyad et al. 1996 Advances in Knowledge Discovery and Data Mining شابک ‎۹۷۸−۰−۲۶۲−۵۶۰۹۷−۹978-0-262-56097-9